# Empresário
Empresário ou empresária é um termo de amplo significado, mais ou menos relacionado a empresa, cujo significado evoluiu e se modificou ao longo dos tempos. A sua definição atual foi trabalhada sobretudo por Joseph Schumpeter, ao longo do século XX, que o descreve como um empreendedor movido pelo lucro, assumindo uma função de liderança económica, constituindo-se como um agente de mudança e renovação tanto no plano económico como no social. O significado do termo continua, no entanto, aberto e em permanente evolução.

## História
O termo deriva do latim imprehensa, pelo italiano impresa e impresario. O conceito de empresário na perspectiva que mais se aproxima da atual foi introduzido no francês entrepreneur no século XVIII por Richard Cantillon, no seu Essai sur la nature du commerce en général. O empresário era definido aqui como um comerciante que age em condições de incerteza, um especulador que arrisca sob despesas conhecidas e lucros incertos, por não poder conjecturar a procura, e um indivíduo que arrisca com o objetivo de obter lucro. À definição de Cantillon, Jean Baptiste Say acrescentou à função empresarial os atributos de coordenação e supervisão, celebrizando a definição de empresário que vigorou até o final do século XIX: o empresário passou a ser o agente que combina todo o percurso desde a produção à venda dos bens, dominando os recursos e sendo o principal agente de produção, gerindo os custos  - sobretudo relacionados com o pessoal empregado na atividade  - e os lucros dessa atividade. Neste período, o empresário era exclusivamente um agente económico, capaz de dinamizar a economia pelas suas capacidades de articular os recursos naturais com os processos produtivos, e de especular sobre os preços e produtos.
Posteriormente, Adam Smith, David Ricardo e Alfred Marshall redefiniram o empresário passando-o para um papel essencialmente no interior da empresa, retirando do conceito as implicações das suas ações para o crescimento económico. Smith, no seu modelo, define o empresário simplesmente como a pessoa que financia com capital a atividade industrial.
No século XX a definição de empresário foi especialmente trabalhada por Joseph Schumpeter, que ao contrário de Stuart Mill, não valorizava o termo entrepreneur, mas sim o reconhecimento da função distinta do empresário como agente económico, aceitando expressões como "líder de negócios" e "inovador" na sua definição. Para Schumpeter, Marshall e Ricardo tinham uma visão automatizada do processo de produção e do comércio, que não contemplava as funções de concepção e liderança. O empresário é descrito como um empreendedor movido pelo lucro, assumindo uma função de liderança económica, constituindo-se como um agente de mudança e renovação tanto no plano económico como no social. São líderes capazes de mobilizar recursos materiais e humanos para, através da produção de novas combinações económicas, explorar oportunidades que possam conduzir ao desenvolvimento económico e à mudança social.
O método de se tornar um empresário é fora do comum. Primeiro de tudo, não existe nenhuma faculdade para virar empresário. Isso significa que por mais que seja bom não precisar de um diploma, a educação precisa somente vir de cursos e experiência. Outro fator é o próprio conhecimento anterior do indivíduo. Portanto, os passos básicos para virar o dono de uma empresa com sucesso são: Primeiro ter uma ideia de produto ou serviço que atende à demanda no mercado. Depois, é necessário fazer vários estudos como o público alvo e sua concorrência, desenvolver seu MVP (Produto mínimo viável) e somente depois disso começar a produzir e vender. O que também é geralmente necessário, é achar investidores. Contudo, o dinheiro necessário e o envolvimento desses investidores vão depender do indivíduo e sua empresa. Esses são os passos básicos, mas nenhuma empresa é igual a outra, algumas coisas podem se diferenciar.
A média salarial de empresários no Brasil é de R$ 17 466. A remuneração variável do país em média é de R$ 12 466, a variação é entre R$ 8.250 e R$ 42 286. Esses números levam em conta que sua empresa realmente deu certo. Cerca de 82% das primeiras empresas dão errado. Somente 18% das startups têm sucesso.
No Brasil, o empreendedorismo está sendo mais procurado por pessoas nos seus 40 a 50 anos. Embora seja uma realidade que tem vários jovens na área entre 18-30 anos, a média de idade para um empresário no Brasil é de 44,7 anos. O empreendedorismo no mundo é mais comum dos 35-45 anos. 70% da população Brasileira com 18-64 anos é envolvida no empreendedorismo de alguma maneira. Por causa disso, o trabalho não está em demanda.
CNPJ significa Cadastro Nacional de Pessoas Jurídicas.  Isso acaba determinando a identidade de sua empresa. Há vários tipos de CNPJ no mundo empreendedor. Esses tipos são: MEI (Microempreendedor Individual), MEI (Empresário Individual), Ltda (Sociedade Ltda), SLU (Sociedade Limitada Unipessoal), Sociedade Simples, SA (Sociedade Anônima).
Seguem alguns exemplos de empresários:

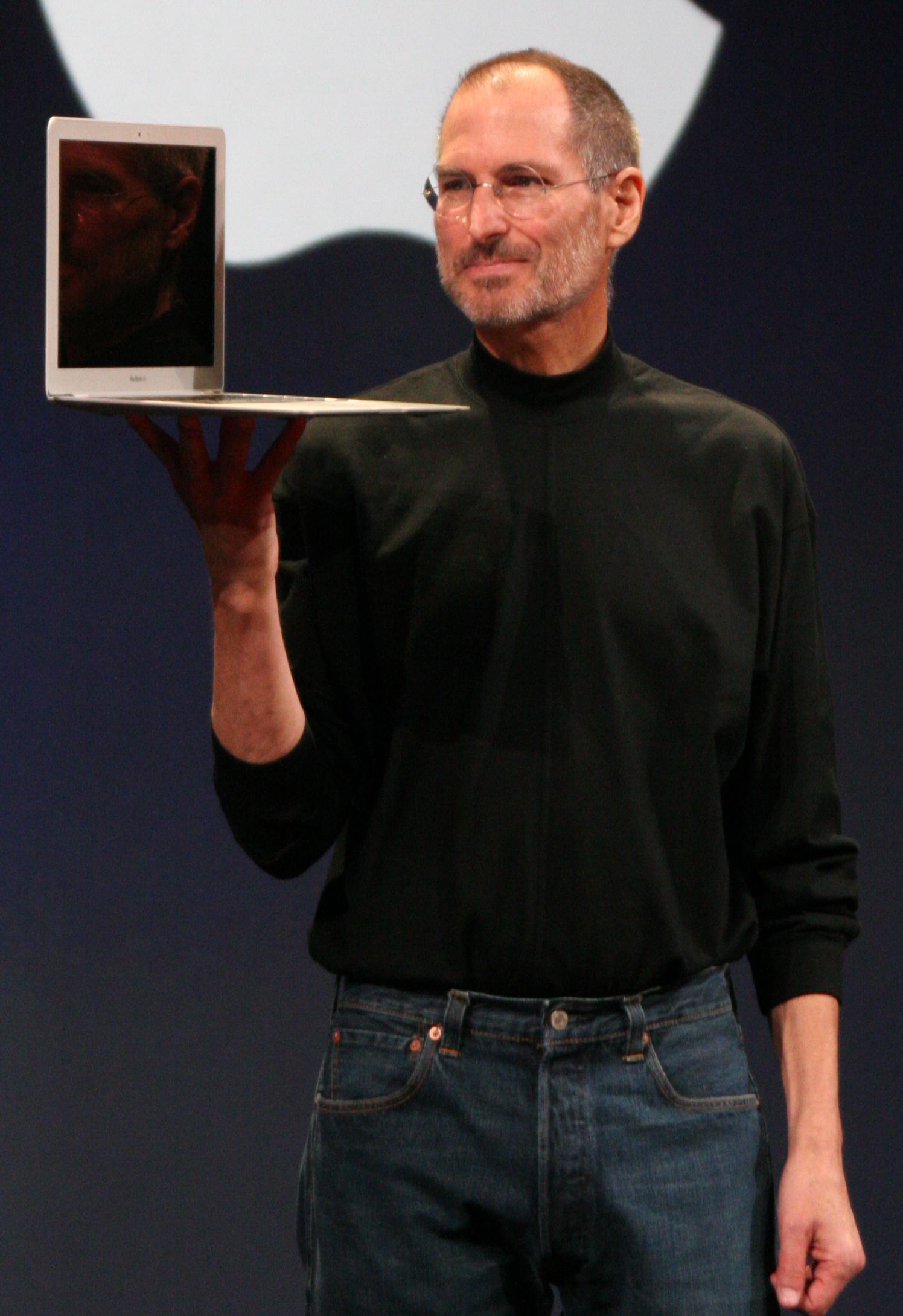
Steve Jobs era o fundador da Apple. Ele era americano e conhecido como um inventor e investidor.

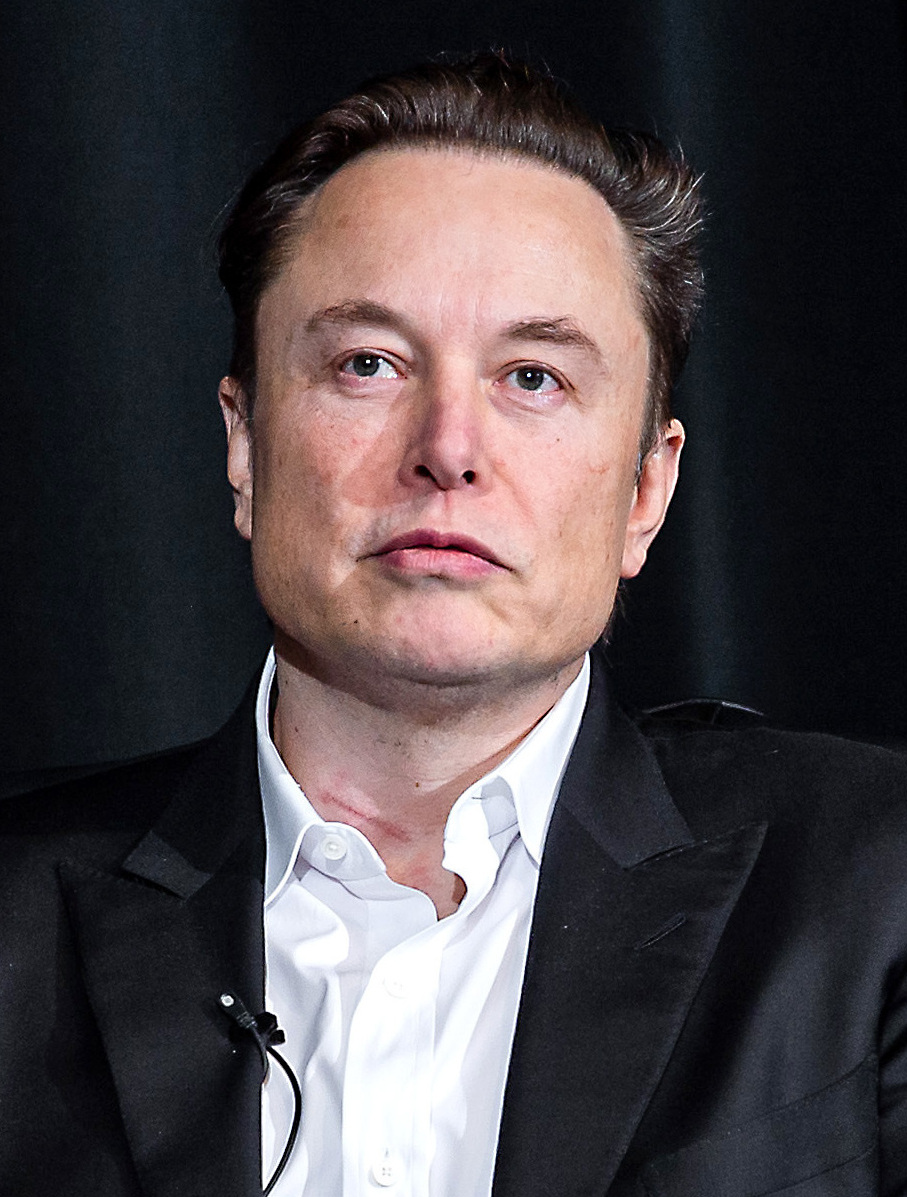
Elon Musk é o fundador da Tesla e Spacex, Elon também foi cofundador do Paypal e o atual dono do X, o antigo Twitter. Elon Musk é conhecido por ser o atual homem mais rico do mundo.

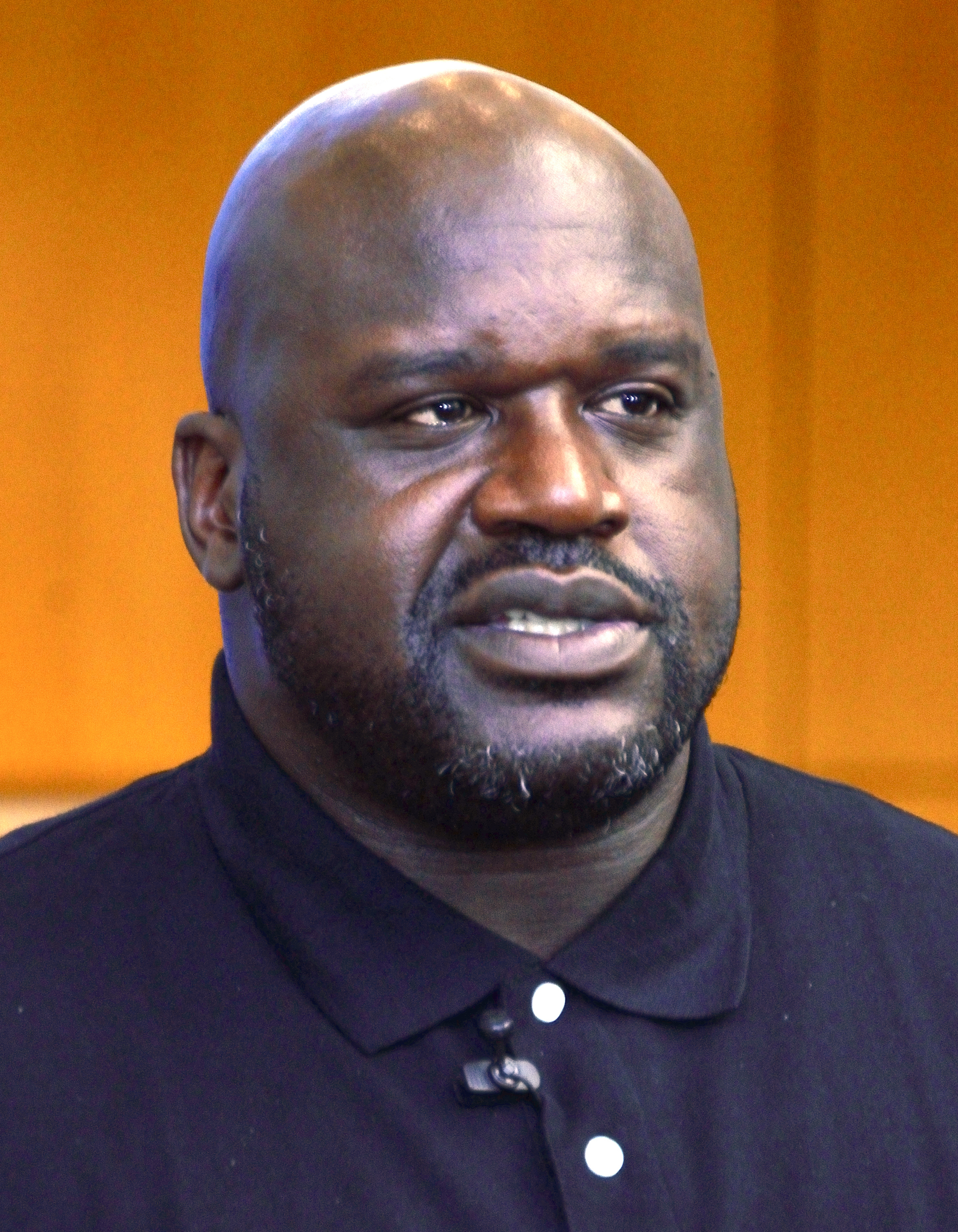
O Shaquille O'Neal é um ex -jogador da NBA e também foi um dos primeiros empresários a comprar um estoque da Google. Ele é dono de 155 restaurantes e 40 ginásios. Sua fortuna é avaliada em 380 milhões de euros. Shaquille, também conhecido como Shaq, leva um jeito para negócios. Ele tem um MBA em Administração de Empresas da Universidade de Phoenix em Arizona e um doutoramento em Educação. Em uma entrevista com o canal de televisão norte-americano CNBC, Shaq revelou o seu entusiasmo por investimento, o que ajudou na criação de sua grande fortuna.

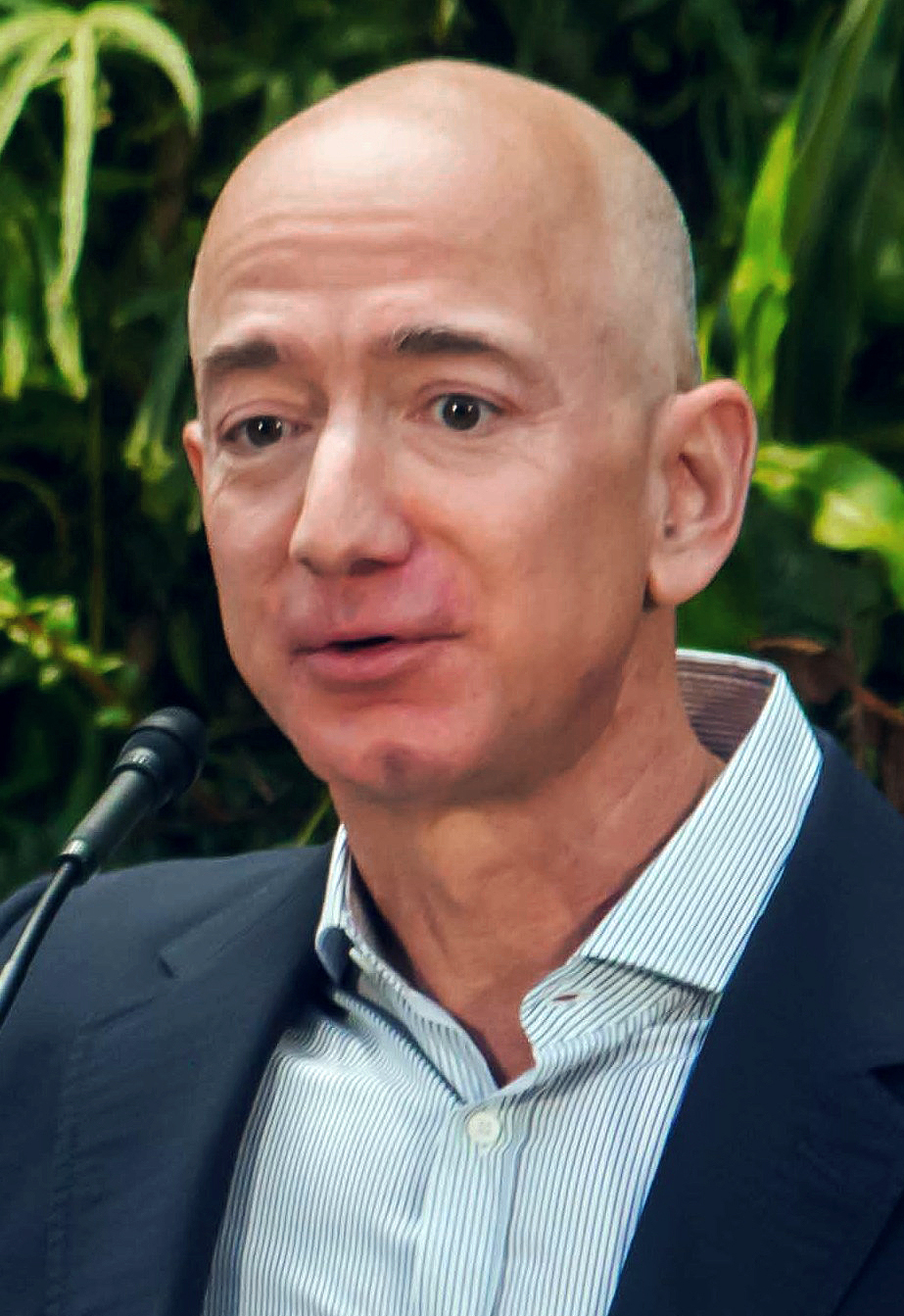
Jeff Bezos é o ex -CEO e fundador da Amazon. Ele também é conhecido como investidor e como um dos homens mais ricos do mundo.